# Ernesto Biester
Ernesto Biester (Lisboa, 17 de Agosto de 1828— Lisboa, 12 de Dezembro de 1880) foi um escritor, crítico literário, dramaturgo, empresário do Teatro Nacional D. Maria II e jornalista português, tendo colaborado no jornal Ilustração luso-brasileira  (1856-1859) e no semanário portuense A Esperança  (1865-1866) e fundado a Revista Contemporânea de Portugal e Brasil (1859-1865).
Participou num grupo de jovens intelectuais ligados à Universidade de Coimbra que incluía vários outros jovens da sua época como Tomás Ribeiro e Pinheiro Chagas. Sabe-se que no início de sua carreira foi ajudado por António Feliciano de Castilho, Teófilo Braga, Antero Quental e José de Castro.

Era filho de Frederico Biester e de Maria da Luz de Ataíde. Faleceu solteiro e sem filhos em casa de seu irmão, Frederico Biester Júnior, na Rua da Emenda, 10, 1.º, da freguesia da Encarnação, de onde também era natural, sendo sepultado em jazigo de família no Cemitério dos Prazeres, em Lisboa.